# Мамьярово
Мамьярово (мар. Мамьярсола) — деревня в Медведевском районе Республики Марий Эл России. Входит в состав Кузнецовского сельского поселения.

## География
Деревня находится в центральной части республики, в зоне хвойно-широколиственных лесов, к востоку от реки Малая Кокшага, на расстоянии примерно 16 километров (по прямой) к северо-востоку от Медведева, административного центра района. Абсолютная высота — 106 метров над уровнем моря.

### Климат
Климат характеризуется как континентальный, с продолжительной холодной зимой и коротким жарким летом. Среднегодовая температура воздуха — 2,6 °С. Средняя температура воздуха самого тёплого месяца (июля) — 18,2 °C (абсолютный максимум — 38 °C); самого холодного (января) — −13,7 °C (абсолютный минимум — −47 °C). Безморозный период длится около 131 дня. Среднегодовое количество атмосферных осадков составляет 491 мм, из которых около 70 % выпадает в тёплый период.

### Часовой пояс
Деревня Мамьярово, как и вся Марий Эл, находится в часовой зоне МСК (московское время). Смещение применяемого времени относительно UTC составляет +3:00.

## Население
| 2010 | 2011 | 2012 | 2013 | 2015 | 2016 | 2018 |
| ---- | ---- | ---- | ---- | ---- | ---- | ---- |
| 64   | ↘61  | ↗69  | ↘59  | →59  | ↘58  | →58  |
| 2019 | 2021 |      |      |      |      |      |
| →58  | ↗74  |      |      |      |      |      |

### Национальный состав
Согласно результатам переписи 2002 года, в национальной структуре населения луговые марийцы составляли 87 % из 47 чел.